# Wydział Pedagogiczny Uniwersytetu Rzeszowskiego
Instytut Pedagogiki Uniwersytetu Rzeszowskiego (UR) – jeden z 11 wydziałów Uniwersytetu Rzeszowskiego sięgający historią do powstania w 1965 Wyższej Szkoły Pedagogicznej w Rzeszowie, która została przekształcona w 2001 po połączeniu z filiami innych uczelni w Uniwersytet Rzeszowski. Kształci studentów na dwóch podstawowych kierunkach, należących do nauk humanistycznych, na studiach stacjonarnych oraz niestacjonarnych.
Wydział zatrudnia 86 pracowników naukowo-dydaktycznych (z czego 1 na stanowisku profesora zwyczajnego, 16 na stanowisku profesora nadzwyczajnego ze stopniem naukowym doktora habilitowanego, 57 adiunktów ze stopniem doktora oraz 12 asystentów z tytułem magistra). Wydział współpracuje również z emerytowanymi profesorami, których autorytet wspiera zarówno proces dydaktyczny, jak i przede wszystkim wymianę międzynarodową.
Według stanu na 2012 na wydziale studiuje łącznie 2522 studentów (w tym 1490 na studiach dziennych, 1032 na studiach zaocznych).

## Władze (2012-2016)
- Dziekan: dr hab. Ryszard Pęczkowski, prof. UR
- Prodziekan ds. Nauki Jakości Kształcenia: dr hab. Mirosław Dymon, prof. UR
- Prodziekan ds. Studiów Stacjonarnych i Studenckich: dr hab. Janusz Miąso, prof. UR
- Prodziekan ds. Studiów Niestacjonarnych: dr hab. Marta Uberman, prof. UR

## Poczet dziekanów
- 2005-2012: dr hab. Mieczysław Radochoński, prof. UR - psycholog (psychologia kliniczna, psychologia rodziny)
- od 2012 r.: dr hab. Ryszard Pęczkowski, prof. UR - pedagog (dydaktyka ogólna, pedagogika wczesnoszkolna)

## Kierunki kształcenia
Wydział kształci studentów na studiach licencjackich (3 letnie) na następujących kierunkach i specjalnościach:
- nauki o rodzinie
- pedagogika

Absolwenci studiów I stopnia mogą kontynuować naukę na studiach magisterskich uzupełniających (2 letnie) na kierunkach i specjalnościach:
- pedagogika

Ponadto wydział prowadzi również następujące studia podyplomowe:
- Przygotowanie pedagogiczne,
- Przygotowanie do pracy na poziomie edukacji wczesnoszkolnej i dziecka  sześcioletniego,
- Asystent rodziny,
- Diagnoza dziecka i jego rodziny,
- Wczesne wspomaganie rozwoju i edukacja dziecka i ucznia z autyzmem,
- Edukacja i rehabilitacja osób z niepełnosprawnością intelektualną,
- Edukacja przedszkolna,
- Mierzenie jakości pracy szkoły,
- Nauczanie przyrody,
- Pedagog szkolny,
- Pedagogika opiekuńczo-wychowawcza,
- Profilaktyka społeczna i resocjalizacja,
- Specjalistyczne usługi opiekuńcze,
- Surdopedagogika,
- Terapia pedagogiczna,
- Wychowanie przez sztukę,
- Zarządzanie instytucją oświatową,
- Zarządzanie zasobami ludzkimi.

## Struktura organizacyjna
- Katedra Pedagogiki Przedszkolnej i Wczesnoszkolnej
- Katedra Pedagogiki Medialnej
- Katedra Nauk o Rodzinie
- Katedra Pedagogiki Społecznej i Resocjalizacyjnej
- Katedra Pedagogiki Pracy i Andragogiki
- Zakład Pedagogiki Ogólnej i Metodologii
- Zakład Dydaktyki Ogólnej i Systemów Edukacyjnych
- Zakład Pedagogiki Specjalnej
- Zakład Pedagogiki Opiekuńczej
- Zakład Historii i Teorii Wychowania
- Zakład Pedagogiki Szkolnej
- Zakład Psychologii

## Adres
Uniwersytet Rzeszowski 
Instytut Pedagogiki
ul. ks. J. Jałowego 24 

35-010 Rzeszów